# Milly Alcock
Amelia May "Milly" Alcock, född 11 april 2000, är en australisk skådespelare, känd bland annat för sina roller i Janet King, Hemma igen, Fighting Season, Pine Gap, Les Norton, The Gloaming och Reckoning. Hon spelar Rhaenyra Targaryen i HBO-serien House of the Dragon (2022).

## Biografi
Alcock växte upp i Sydney och fick sin första TV-roll som tonåring i Wonderland 2014. Andra tidigare roller var i High Life, Janet King samt i reklam för NBN, Cadbury, KFC och Woolworths.
Alcock påbörjade scenskolan vid Newtown High School of the Performing Arts, men hoppade av skolan för en roll i Upright där hon spelade den förrymda tonåringen Meg som liftar genom Australiens vildmark. För bland annat denna roll fick hon en Rising Star Award från Casting Guild of Australia. Alcock nominerades även till bästa komediskådespelare men förlorade till sin kollega Tim Minchin i Upright.
År 2021 fick hon huvudrollen som Rhaenyra Targaryen i fantasy-TV-serien House of the Dragon. Alcock spelar Rhaenyra som ung, medan den vuxna rollfiguren spelas av Emma D'Arcy. Serien hade premiär 21 augusti 2022 på HBO.

## Filmografi (i urval)
- 2014 – Wonderland (TV-serie)
- 2018 – Hemma igen (TV-serie)
- 2019–2022 – Upright (TV-serie)
- 2022–2024 – House of the Dragon (TV-serie)
- 2025 – Superman
- 2025 – Sirens (TV-serie)
- 2026 – Supergirl: Woman of Tomorrow